# Square Maurice-Gardette
Pour les articles homonymes, voir Gardette.
Le square Maurice-Gardette est un espace vert  du 11e arrondissement de Paris, en France.

## Situation et accès
Le square Maurice-Gardette est situé vers le centre du 11e arrondissement. Son plan au sol occupe un rectangle d'environ 130 m dans sa longueur, du nord-ouest au sud-est, et 80 m dans sa largeur, du sud-est au nord-ouest. Au total, il occupe 9 443 m2.

Vues du square
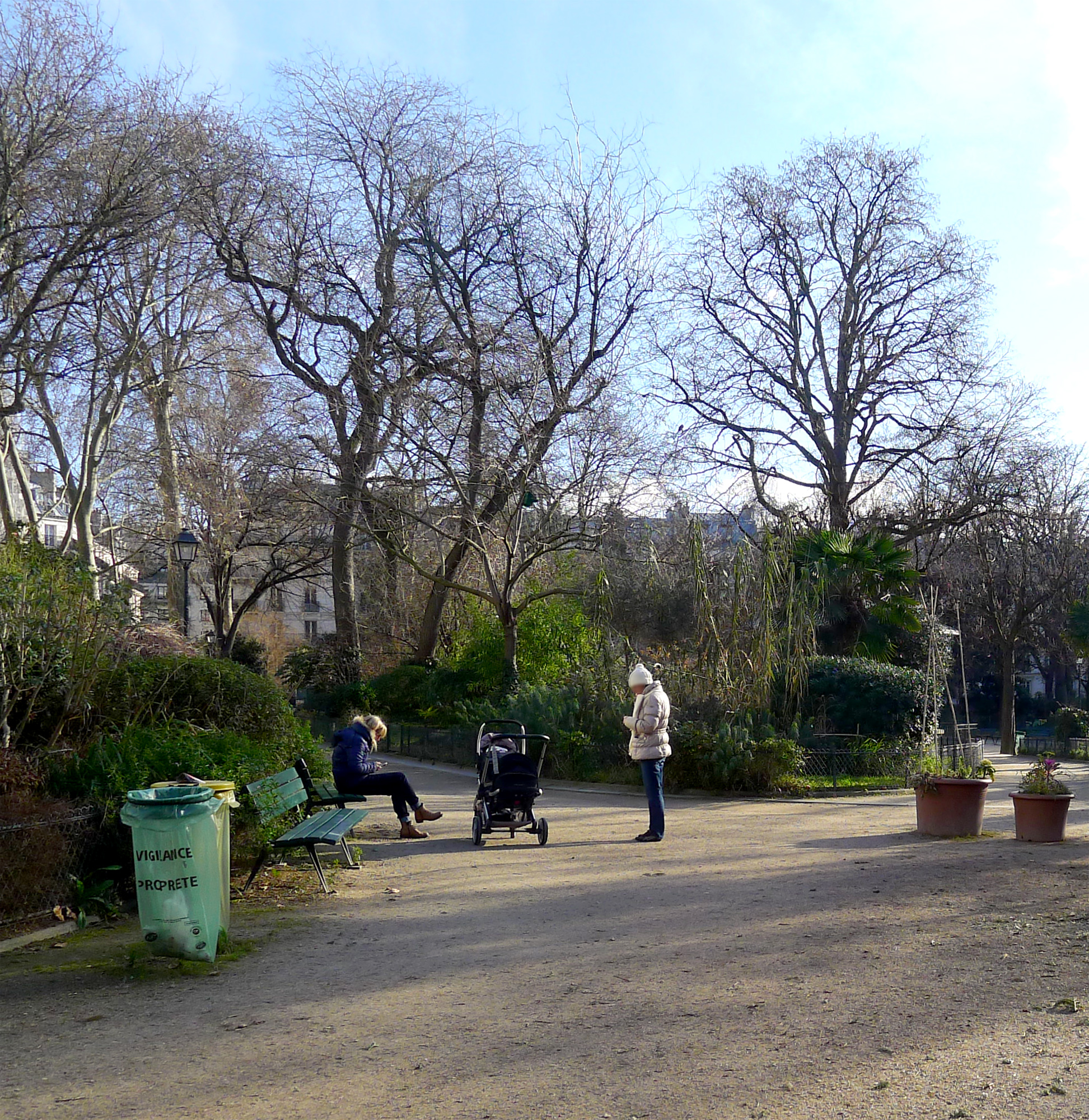
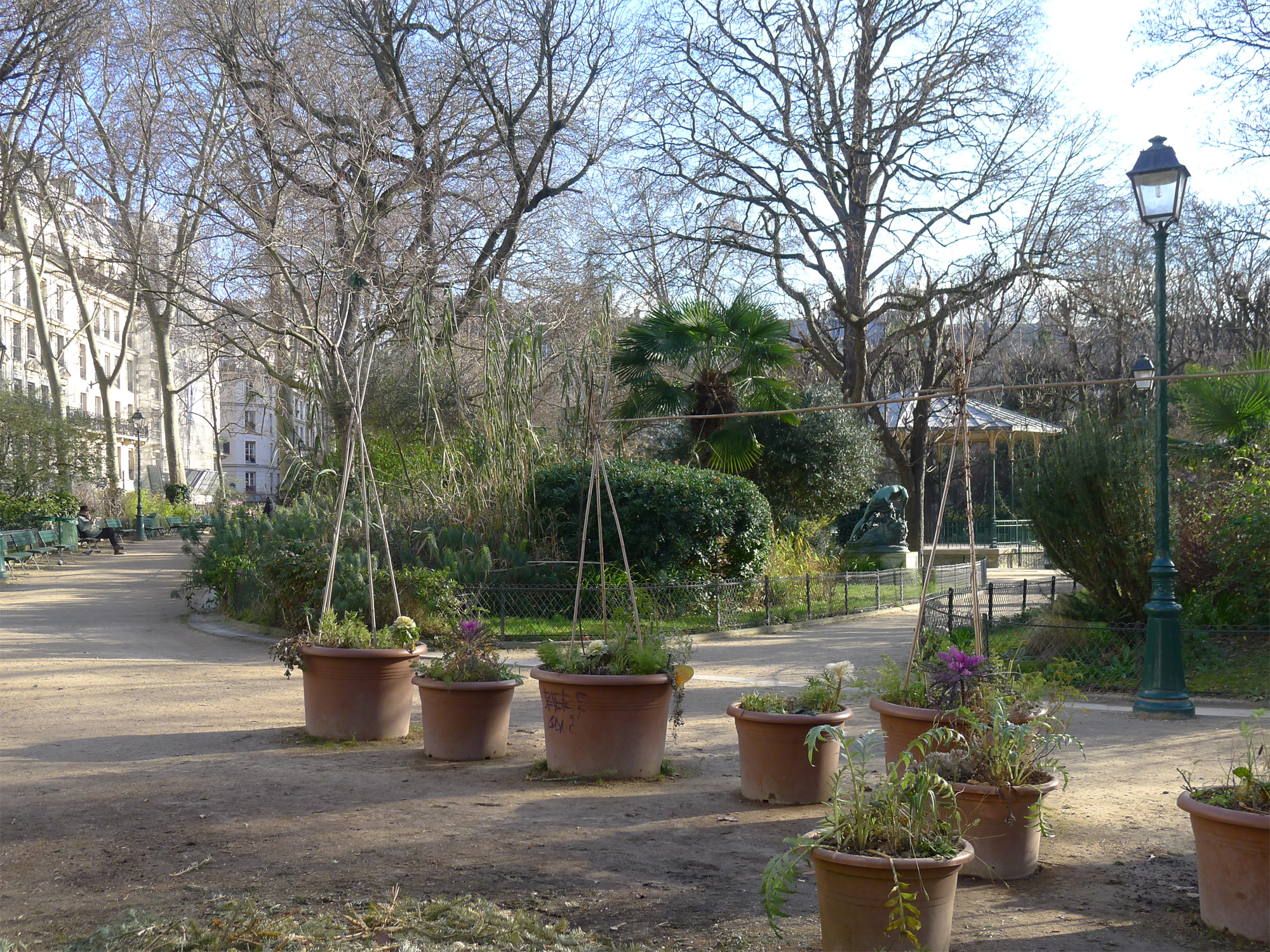

Le square est entouré de rues sur chacun de ses côtés : au nord-ouest, la rue Lacharrière ; au sud-ouest, la rue du Général-Blaise ; au sud-est, la rue Rochebrune et au nord-est, la rue du Général-Guilhem.
Il s'agit d'un espace vert labellisé de la ville de Paris.
Le square Maurice-Gardette possède trois accès : le premier est situé à l'angle des rues Lacharrière et du Général-Guilhem, au nord-est. Le deuxième est situé au sud-est, à l'intersection des rues du Général-Guilhem et Rochebrune. Le dernier est accessible au milieu de la rue du Général-Blaise, au débouché de la rue du Général-Renault.

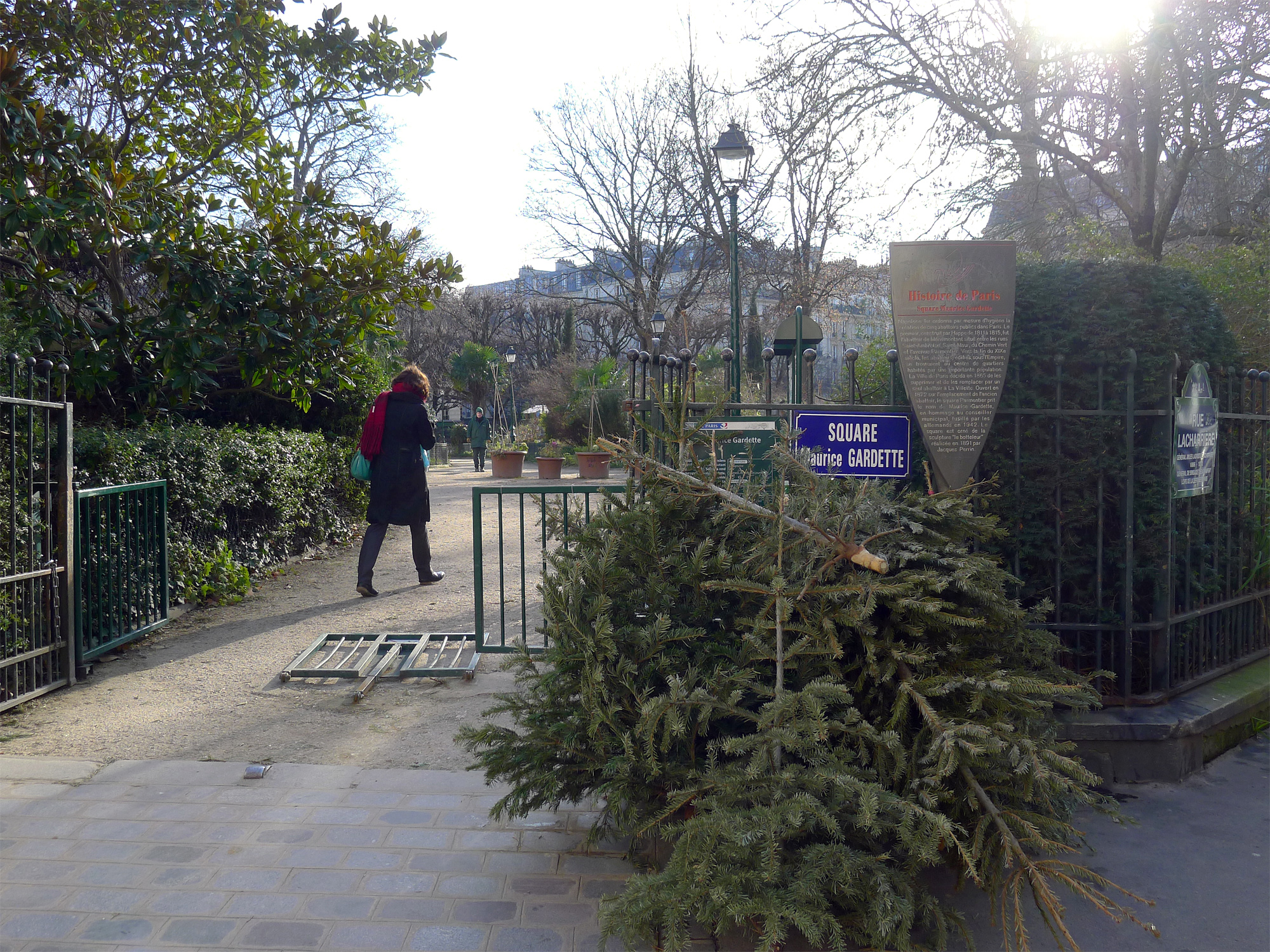
Un accès au square avec une borne historique de Paris.

Les stations de métro les plus proches sont Rue Saint-Maur (ligne 3), 300 m au nord, et Saint-Ambroise (ligne 9), 300 m à l'ouest.

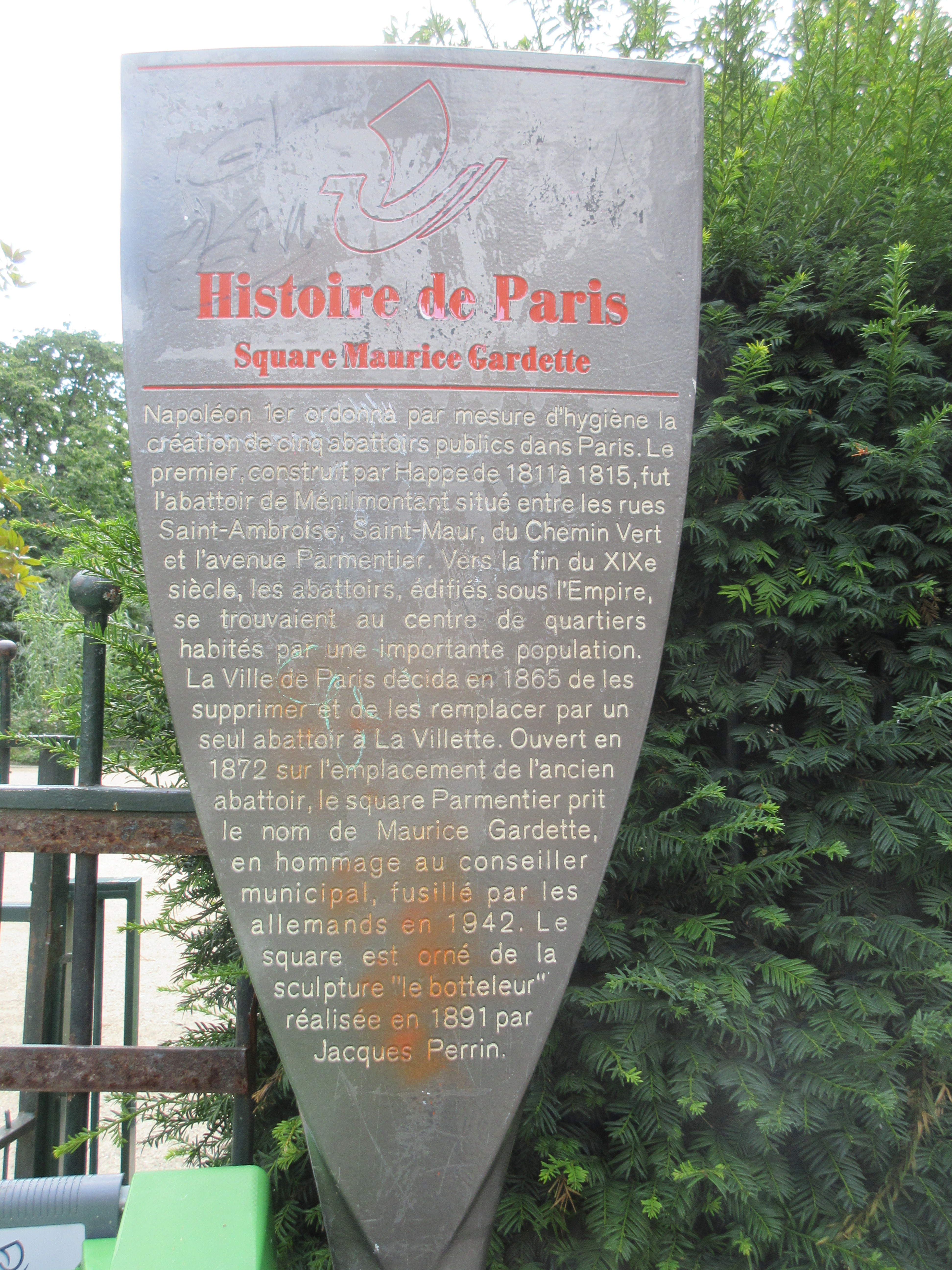
Panneau Histoire de Paris
« Square Maurice-Gardette »

## Historique
Le square est ouvert en 1872 à l'emplacement des anciens abattoirs de Ménilmontant, détruits en 1867. Il porte alors le nom de « square Parmentier ». Il est rebaptisé après la Seconde Guerre mondiale du nom de Maurice Gardette,, résistant et conseiller municipal du quartier, fusillé en 1941.

## Bâtiments remarquables et lieux de mémoire
Le centre du square est doté un kiosque à musique érigé en 1899.
Le square comporte une statue de bronze, Le Botteleur, œuvre de Jacques Perrin datant de 1891 et représentant un paysan liant des bottes de foin. La sculpture fait preuve de réalisme, tout en cherchant à donner une certaine noblesse au travail.
Inséré dans la grille du square sur la rue Lacharrière s'élève un monument à la mémoire d'Émile de Gorter (1922-1944) et André Mansuy (1922-1944), résistants capturés le 19 août 1944 à Choisy-le-Roi et fusillés le 20 août 1944 au fort de Vincennes, pendant la Libération de Paris. Étudiants et amis, ils habitaient sur la rue Saint-Maur toute proche.

### Cinéma
Des scènes de La Délicatesse, film de Stéphane et David Foenkinos, y sont tournées en avril 2011.

## Botanique
- Noisetier de Byzance, arbre remarquable classé de Paris, planté en 1879, hauteur 21 m, circonférence 250cm[6].